# Národní park Monfragüe
Národní park Monfragüe (španělsky Parque nacional de Monfragüe) je španělský národní park v západní části země, v regionu Extremadura. Park leží v oblasti údolí řeky Tajo, která zde protéká z východu směrem na západ. Tajo zde křižuje hornatou krajinu a vytváří tak útesy a skalnaté útvary. Na západě parku se vlévá do Tajo řeka Tiétar. Vegetaci tvoří především křoviny a nižší dubové porosty. Kromě obce Villareal de San Carlos s 30 obyvateli a hradu Monfragüe je oblast neosídlená.
Park má rozlohu 179 km² a byl založen v roce 2007.